# 波纳姆帕蒂
波纳姆帕蒂（Ponnampatti），是印度泰米尔纳德邦Tiruchirappalli县的一个城镇。总人口10659（2001年）。

## 人口
该地2001年总人口10659人，其中男性5191人，女性5468人；0—6岁人口1526人，其中男772人，女754人；识字率64.57%，其中男性为75.11%，女性为54.55%。